# Kernkraftwerk Nine Mile Point
Das Kernkraftwerk Nine Mile Point befindet sich etwa fünf Meilen nordöstlich von Oswego (New York) am Ufer des Lake Ontario in den Vereinigten Staaten. Es besteht aus zwei Reaktorblöcken. Auf demselben 3,6 km2-Gelände steht auch das Kernkraftwerk Fitzpatrick. Seit der Abschaltung von Oyster Creek am 17. September 2018 ist Nine Mile Point-1 der älteste in Betrieb befindliche Atomreaktor der Vereinigten Staaten.

## Eigentümer
Der Eigner des ersten Blocks war zu 100 % die Constellation Energy Group, die Eigner des zweiten Blocks waren Constellation (82 %) und Long Island Power Authority (18 %).
Nach der Übernahme von Constellation durch Exelon ist der jetzige Eigentümer und Betreiber die Exelon Generation Co., LLC.

## Die Reaktoren

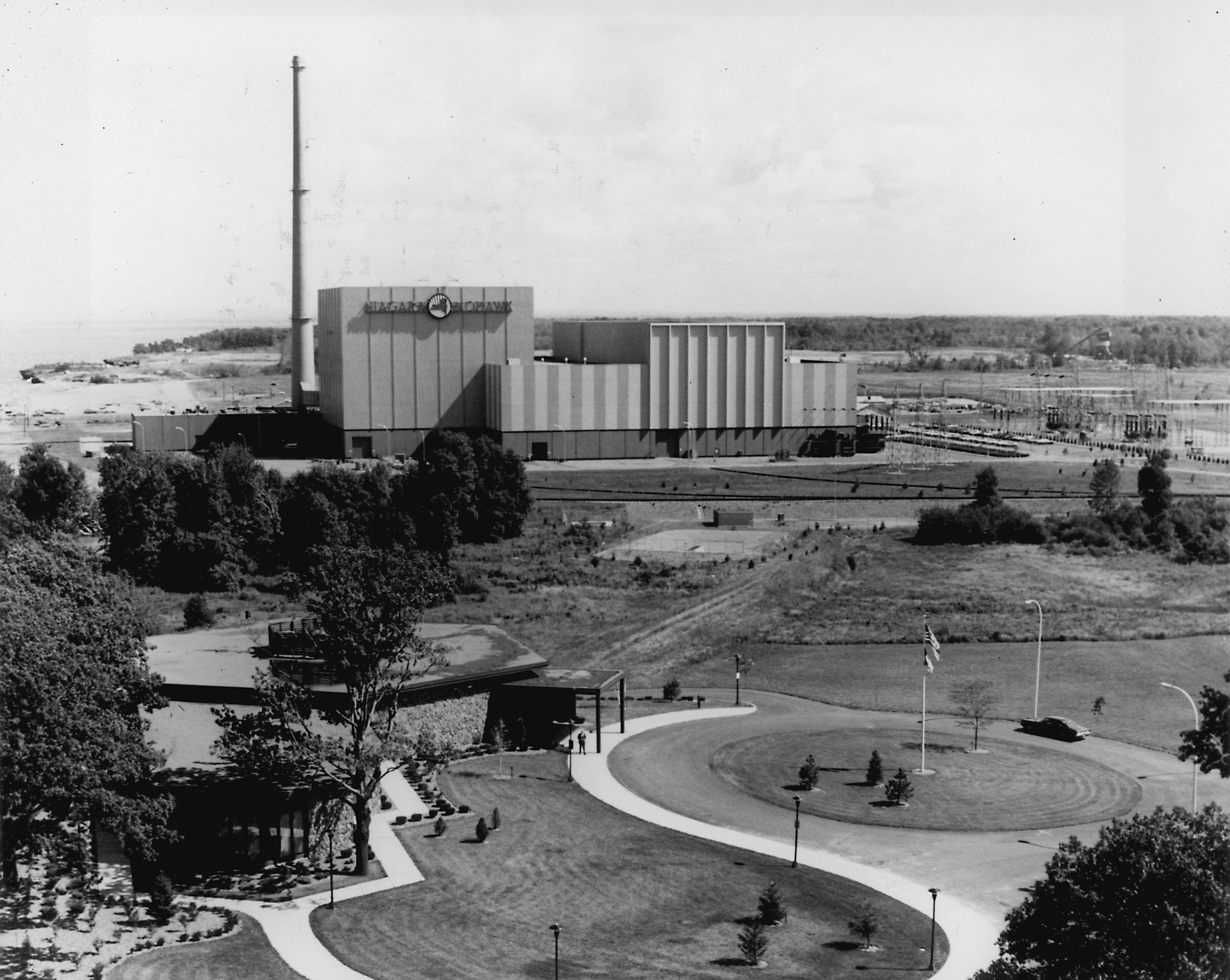
Block 1 im Jahr 1969

Der erste Reaktorblock ist ein Siedewasserreaktor mit einer elektrischen Nettoleistung von 621 MWe und einer Bruttoleistung von 642 MWe. Der zweite Reaktorblock ist ebenfalls ein Siedewasserreaktor, allerdings mit einer Nettoleistung von 1135 MWe und einer Bruttoleistung von 1205 MWe. Während Block 1 sein Kühlwasser unmittelbar aus dem Ontariosee bezieht, verfügt der deutlich jüngere und leistungsstärkere Block 2 über einen Kühlturm.

## Bau und Inbetriebnahme
Baubeginn für den ersten Reaktorblock war am 12. April 1965, er wurde am 5. September 1969 zum ersten Mal kritisch. Der Block wurde am 9. November 1969 erstmals mit dem Stromnetz synchronisiert und ging am 1. Dezember 1969 in den kommerziellen Leistungsbetrieb.
Baubeginn für Block 2 war am 24. Juni 1974, er wurde am 23. Mai 1987 zum ersten Mal kritisch. Der Block wurde am 8. August 1987 erstmals mit dem Stromnetz synchronisiert und ging am 11. März 1988 in den kommerziellen Leistungsbetrieb. Seine Erstellungskosten beliefen sich auf 8,5 Milliarden Dollar.
Es wurde über den Bau eines neuen Reaktorblocks vom Typ EPR mit einer Leistung von 1600 MW am Standort Nine Mile Point diskutiert, die Lizenzen für den Bau sollten bis September 2008 eingeholt sein. Im November 2013 wurde bekannt, dass der Bau des dritten Blocks abgesagt wurde.

## Betriebsbewilligung
In den USA wird die Betriebsbewilligung (englisch license) für einen Kernreaktor von der Nuclear Regulatory Commission (NRC) zunächst für einen Zeitraum von bis zu 40 Jahren erteilt. Dieser Zeitraum basierte ursprünglich auf dem Zeitraum für die Abschreibung von Anlagevermögen. Der Atomic Energy Act of 1954 erlaubt eine (auch mehrmalige) Verlängerung der Betriebserlaubnis um jeweils 20 Jahre.
Die Betriebsbewilligung für Block 1 wurde dem damaligen Betreiber am 26. Dezember 1974 durch die NRC erteilt. Sie wurde am 31. Oktober 2006 bis zum 22. August 2029 verlängert. Seit der Abschaltung des Kernkraftwerks Oyster Creek in New Jersey im Jahr 2018 ist Nine Mile Point 1 der älteste in Betrieb befindliche Reaktorblock der USA.
Für den Block 2 wurde die ursprüngliche Bewilligung am 2. Juli 1987 erteilt. Sie wurde am 31. Oktober 2006 bis zum 31. Oktober 2046 verlängert.

## Daten der Reaktorblöcke
Das Kernkraftwerk Nine Mile Point hat insgesamt zwei Blöcke:
| Reaktorblock      | Reaktortyp         | Netto- leistung | Brutto- leistung | Baubeginn  | Netzsyn- chronisation | Kommer- zieller Betrieb | Betriebs- bewilligung | Abschal- tung |
| ----------------- | ------------------ | --------------- | ---------------- | ---------- | --------------------- | ----------------------- | --------------------- | ------------- |
| Nine Mile Point-1 | Siedewasserreaktor | 621 MW          | 642 MW           | 12.04.1965 | 09.11.1969            | 01.12.1969              | 22.08.2029            |               |
| Nine Mile Point-2 | Siedewasserreaktor | 1135 MW         | 1205 MW          | 24.06.1974 | 08.08.1987            | 11.03.1988              | 31.10.2046            |               |